# Rhys Ruddock
Rhys Ruddock (Dublino, 13 novembre 1990) è un rugbista a 15 irlandese, che gioca come terza linea ala nel Leinster.

## Biografia
Nativo di Dublino, Ruddock trascorse la maggior parte dell'infanzia e dell'adolescenza in Galles, dove il padre Mike ricoprì diversi incarichi da allenatore, tra cui quello della nazionale gallese tra il 2004 e il 2006. Si formò così nel settore giovanile degli Ospreys che lasciò nel 2009 per entrare a far parte dell'accademia del Leinster. Proprio in quell'anno fece il suo debutto professionistico con la franchigia irlandese in occasione dell'incontro con i Dragons valido per l'ottava giornata della Celtic League 2009-2010. Nella stagione successiva, in occasione della partita con gli Aironi, diventò l'allora più giovane giocatore a vestire i gradi di capitano nel Leinster; esordì, inoltre, nelle coppe europee conquistando la Heineken Cup 2010-2011. Questo fu il primo dei numerosi titoli ottenuti con la formazione dublinese. Nelle annate successive vinse, infatti, sei volte il Pro14, altre due la European Rugby Champions Cup e l'European Challenge Cup 2012-2013. Nel febbraio 2022, in occasione dell'incontro con i Lions, ottenne la sua duecentesima presenza in tutte le competizioni con il Leinster, divenendo così il decimo giocatore nella storia del club ad aver ottenuto questo traguardo.
A livello internazionale, Ruddock fu il capitano della nazionale irlandese di categoria che, nel 2010, vinse il Sei Nazioni under 20 e prese parte al mondiale giovanile. Proprio mentre disputava quest'ultima competizione, fu chiamato nell'Irlanda, allora impegnata nel suo tour australe, a causa di un'emergenza infortuni. Dopo essere sceso in campo contro i Māori All Blacks in una partita non valida come cap internazionale, fece il suo debutto ufficiale la settimana dopo contro l'Australia. Passarono quattro anni prima che tornasse in campo con la nazionale in occasione della sfida con l'Italia del Sei Nazioni 2014 vinto dall'Irlanda. Nonostante non fosse stato incluso nella squadra per la Coppa del Mondo di rugby 2015, fu successivamente convocato in sostituzione dell'infortunato Peter O'Mahony ed entrò dalla panchina nel quarto di finale perso con l'Argentina. Nei successivi quattro anni ottenne sedici apparizioni internazionali ed arrivò ad indossare i gradi di capitano nell'incontro con gli Stati Uniti nel corso del tour estivo del 2017. Inserito tra i convocati per la Coppa del Mondo di rugby 2019 disputò tre partite del torneo iridato. Dopo due anni di assenza, fu richiamato per il Sei Nazioni 2021 dove giocò contro la Francia.

## Palmarès
- Pro14: 6
Leinster: 2012-13, 2013-14, 2017-18, 2018-19, 2019-20, 2020-21
- Heineken Cup: 3
Leinster: 2010-11, 2011-12, 2017-18
- Challenge Cup: 1
Leinster: 2012-13